# Ready to Take a Chance Again
Ready to Take a Chance Again ist ein Lied von Barry Manilow, das als Filmsong für Eine ganz krumme Tour (Foul Play) von Norman Gimbel und Charles Fox geschrieben wurde. Für die Oscarverleihung 1979 wurde das Lied als bester Filmsong für den Oscar nominiert.

## Hintergrund
Das Lied wurde während der Titelsequenz gespielt, während man sieht, wie Goldie Hawn die sonnige kalifornische Küste entlangfährt.
Manilow präsentierte bei der 51. Oscarshow als letzter der Interpreten der fünf für den besten Filmsong nominierten Lieder. Es war einer der stärksten Oscarwettbewerbe in der Oscargeschichte, bei der Manilows Ready to Take a Chance Again mit Olivia Newton-Johns Hopelessly Devoted to You und Donna Summers Last Dance um den Oscar konkurrierten.

## Auszeichnungen
- Oscars 1979: Nominierung als bester Filmsong. Der Oscar ging an Paul Jabara für Last Dance.[2]
- Golden Globe Awards 1979: Nominierung als bester Filmsong[3]

## Charts und Chartplatzierungen
| ChartsChartplatzierungen       | Höchstplatzierung | Wochen |
| ------------------------------ | ----------------- | ------ |
| Vereinigte Staaten (Billboard) | 11 (16 Wo.)       | 16     |